# Canvi de classe d'immunoglobulina

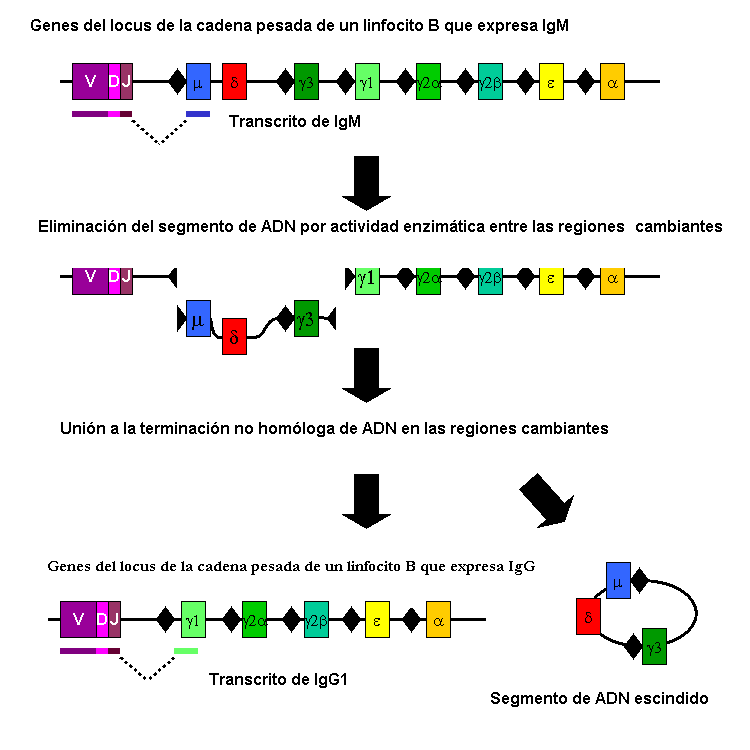
Mecanisme de la commutació del canvi de classe de les immunoglobulines per recombinació que permet el canvi d'isòtip en els limfòcits B activats.

El canvi de classe d'immunoglobulina (o commutació de l'isòtip o commutació isòtip o recombinació del canvi de classe) és un mecanisme biològic que fa canviar l'anticòs d'una classe a una altra, per exemple, de l'isòtip conegut com a IgM a l'isòtip anomenat IgG. Durant aquest procés es canvia la porció de regió constant de la cadena pesant de l'anticòs, però la regió variable que roman invariable. Atès que aquesta no canvia, aquesta commutació no afecta l'especificitat d'antigen. En comptes d'això, l'anticòs conserva la seva afinitat pels mateixos antígens, podent tanmateix interaccionar amb diferents molècules efectores.

## Mecanisme
La commutació de la classe té lloc després de l'activació d'un limfòcit B madur a través del seu anticòs unit a la membrana (també conegut com a receptor del limfòcit B) per generar els diferents tipus d'anticossos, tots ells amb els mateixos dominis variables que l'anticòs original generat en el limfòcit B immadur durant el procés de recombinació V(D)J, encara que amb diferents dominis constants en la seva cadena pesant.
Els limfòcits B verges produeixen tant IgM com IgD, que són els dos primers segments de la cadena pesada en el locus de la immunoglobulina. Després de la seva activació per antigen, aquests limfòcits B proliferen i comencen a produir alts nivells d'anticossos. Si aquests limfòcits B s'activen pels seus receptors de CD40 i d'IL-4 (ambdós modulats pels limfòcits T col·laboradors), pateixen la commutació d'isòtip per produir anticossos IgG, IgA o IgE. Al romandre constant la regió variable de les cadenes pesades, es produeixen diferents progènies a partir del mateix limfòcit B activat amb diferents isòtips o fins i tot subtipus (p. ex. IgG1, IgG2, etc.).
L'ordre dels diferents exons de la cadena pesant és el següent:
- Μ - IgM
- Δ - IgD
- Γ3 - IgG3
- Γ1 - IgG1
- Pseudogèn similar al gen ε que ha perdut la funció.
- Α1 - IgA1
- Γ2 - IgG2
- Γ4 - IgG4
- Ε - IgE
- Α2 - IgA2

La commutació de classe té lloc mitjançant un mecanisme conegut com a unió després de la recombinació en el canvi de classe "class switch recombination" en anglès (CSR). Durant aquest procés, porcions del locus de la cadena pesant de l'anticòs són eliminades del cromosoma i els segments gènics que envolten la porció destruïda s'empalmen per mantenir un gen funcional d'anticòs, però que produeix un isòtip diferent. Es generen ruptures en ambdues cadenes de l'ADN en motius de nucleòtids conservats, anomenats regions (s), que es troben "corrent amunt" (són anteriors a la seqüència d'ADN) dels segments gènics que codifiquen les regions constants de les cadenes pesades de l'anticòs; això té lloc en un punt adjacent a tots els gens de les regions constants de les cadenes pesades amb l'excepció de la cadena δ. L'ADN pateix una melladura (Nick) i es trenca en dues regions S seleccionades per l'activitat d'una sèrie d'enzims, com la citidina deaminasa induïda per activació (AID), uracil DNA glicosilasa específica d'uracil i l'endonucleasa apurínica/apirimidínica (endonucleasas AP). L'ADN situat entre les regions S és, d'aquesta manera, eliminat del cromosoma, retirant les regions corresponents a les cadenes pesades μ o δ i substituint per un segment de cadena pesada γ, α o ε. Els extrems lliures de l'ADN es reuneixen per un procés anomenat unió d'extrems no homòloga (non-homologous end joining, NHEJ) per acoblar l'exó del domini variable amb l'exó de cadena constant codificat "corrent avall". En absència d'aquest procés, els extrems lliures d'ADN es poden reunir per una ruta alternativa derivada cap unions de microhomologia. Amb excepció dels Gnese μ i δ només s'expressa una classe d'anticòs cada vegada en qualsevol moment.